# Chernobyl Heart
Pour plus de détails, voir Fiche technique et Distribution.
Chernobyl Heart est un court métrage documentaire américain réalisé par Maryann DeLeo et sorti en 2003.
Il a été récompensé par un Oscar du meilleur court métrage documentaire en 2004.
Il a été projeté à l'assemblée générale des Nations unies en 2004.

## Synopsis

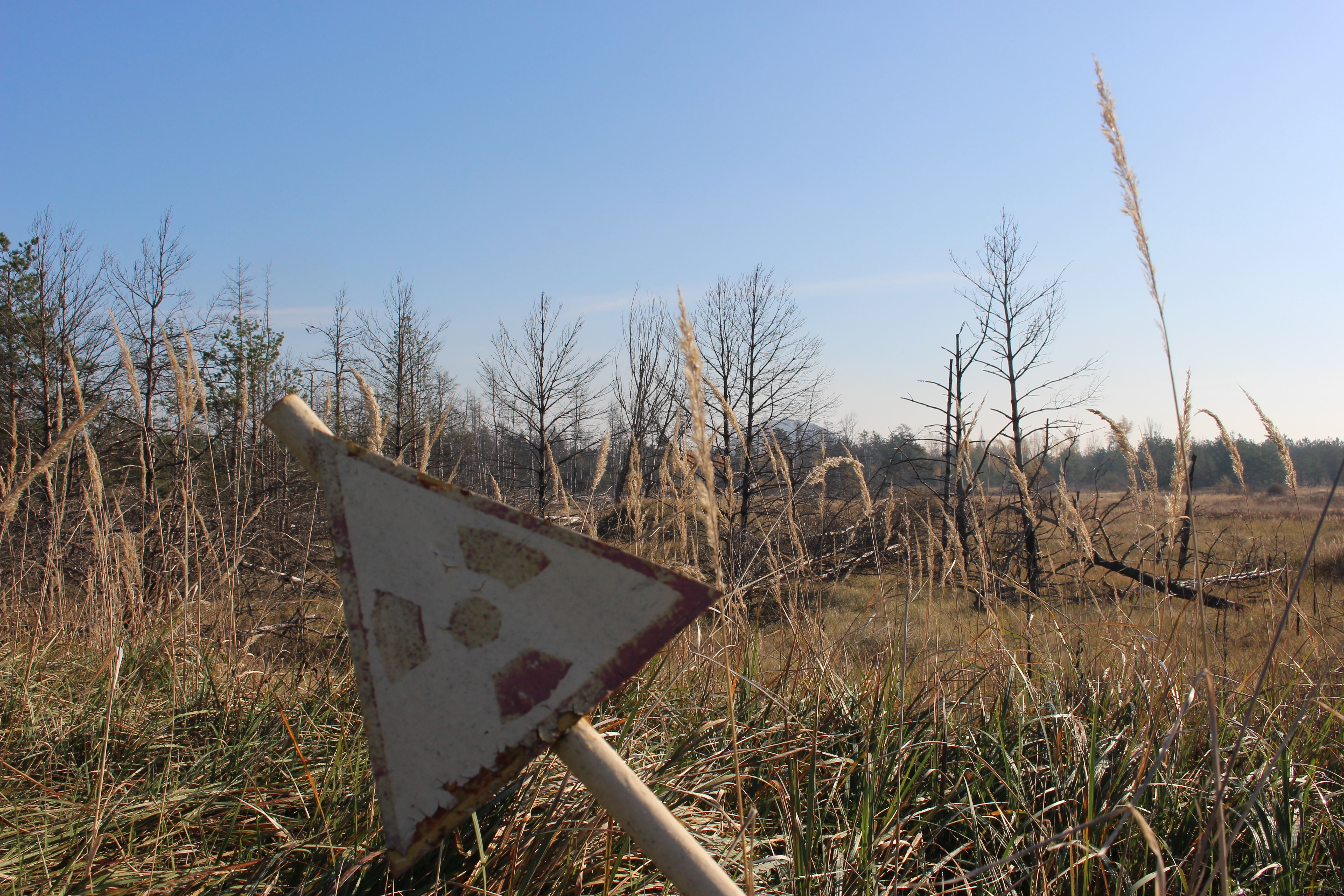
Panneau d'avertissement de radiations dans la zone d'exclusion de Tchernobyl.

La réalisatrice voyage à travers l'Ukraine et la Biélorussie et observe les effets de la catastrophe nucléaire de Tchernobyl. De nombreux enfants souffrent de problèmes cardiaques, ainsi que de sévères problèmes liés aux radiations.

## Fiche technique
- Réalisation : Maryann DeLeo
- Durée : 39 minutes[2]
- Date de sortie : 22 août 2003

## Distribution
- William Novick
- Adi Roche (en)